# Svarta Björn
| Flera olika dödsdatum har angetts på det gravkors på Tornehamns rallarkyrkogård som anses markera Svarta Björns grav. År 1923 fanns ett kors med texten "Anna, Norge, 10/10 01" som förmodligen avsåg en annan person.. På bilden som är tagen 1954 står "12/10 01" och den anges föreställa Svarta Björns grav. På bilden från 2008 står "19/9 1900". |  | Flera olika dödsdatum har angetts på det gravkors på Tornehamns rallarkyrkogård som anses markera Svarta Björns grav. År 1923 fanns ett kors med texten "Anna, Norge, 10/10 01" som förmodligen avsåg en annan person.. På bilden som är tagen 1954 står "12/10 01" och den anges föreställa Svarta Björns grav. På bilden från 2008 står "19/9 1900". |
| Flera olika dödsdatum har angetts på det gravkors på Tornehamns rallarkyrkogård som anses markera Svarta Björns grav. År 1923 fanns ett kors med texten "Anna, Norge, 10/10 01" som förmodligen avsåg en annan person.. På bilden som är tagen 1954 står "12/10 01" och den anges föreställa Svarta Björns grav. På bilden från 2008 står "19/9 1900". |  | |

Svarta Björn var en legendarisk norsk kokerska och hushållerska vid bygget av Malmbanan mellan Kiruna och Narvik.

## Legenden
Enligt legenden ska en same ha gett henne namnet på grund av hennes atletiska styrka, svarta hår och mörka ögon. Svarta Björn har med tiden blivit en symbol för Narvik, Ofotbanan och kvinnorna som deltog i arbetet med järnvägsbygget. Hon levde ett hårt liv och avled mycket ung. Det berättas att hon kom i handgemäng med en annan rallarkocka och blev allvarligt skadad. Hon fördes till sjukstugan i Tornehamn där hon avled, möjligen bidrog också tuberkulos till hennes död.
Med tiden har hon blivit närmast legendarisk. En förklaring till berättelsen om Svarta Björn kan vara att hon var en av få kvinnor i en mansdominerad miljö och därvid, av männen omkring henne, till slut kom att ses som en ikon. Ett tidigt bidrag till uppkomsten av legenden är Ernst Didrings boktrilogi Malm från 1914, där han i romantiserad form återger berättelsen om Svarta Björn, här en kvinna kallad "Margit", som blev ihjälslagen av en rival som dock inte blev straffad för dråpet, utan endast utvisad till Norge.
Det kan inte med säkerhet fastställas vem denna kokerska var - det kan ha varit flera kvinnor som kallats för Svarta Björn - men sedan 1970-talet har namnet knutits till Anne Rebekka Hofstad från Helgeland.

## Anne Rebekka Hofstad
Anne Rebekka Hofstad (enligt dödbok Hoofstad) föddes 7 april 1878 på gården Skjellosen på Offersøy i Tjötta, Helgeland, Norge. Då hon var 4 år flyttade familjen till Brattland i Utskarpen i nuvarande Rana kommun, där hon växte upp. Som 16-åring fick hon arbete i Gildeskål, och kom senare till Sulitjelma. Hon arbetade sedan som tjänsteflicka på Ballstad och i Svolvær, innan hon fick jobb som kokerska vid bygget av Malmbanan mellan Kiruna och Narvik. Som «rallarkocka» hade hon ansvar för matlagning, tvätt och anskaffning av ved och vatten. Hon dog den 19 september 1900, enligt Jukkasjärvi dödbok i miliartuberkolos, och begravdes fyra dagar senare på rallarkyrkogården i Tornehamn, dock oklart var.

Den 11 september 1982 placerades där en minnesplakett fäst på en sten från Hofstads hembygd, bekostad av Hofstads släktingar, SJ samt Norske Statsbaner. Plaketten har följande inskription:
| ” | Svarta Bjørn som ble en legende Anne Rebekka Hofstad Født 7.4.1878. Død på Ofotbanen 19.9.1900. Denne sten, fra hennes fødested Offersøy i Tjøtta er avduket 1982 som en siste hilsen | „ |

På rallarkyrkogården har tidvis ett vitt träkors med inskriptionen Anna – Norge 12/10 -01 (även datumet 10/10-01 har förekommit) tillskrivits Svarta Björn, men avser förmodligen ett barn som dog i späd ålder.